# Liste des cathédrales d'Éthiopie
Cet article recense les cathédrales d'Éthiopie.

## Liste
- Cathédrale de la Sainte-Trinité d'Addis-Abeba